# 덩컨 폴리
덩컨 폴리(Duncan K. Foley) (1942년 6월 15일 ~ )는 미국 경제학자이다. 2022년 현재 사회연구 뉴 스쿨(New School for Social Research)의 경제학 레오 모델 교수(Leo Model Professor)이자 산타페 연구소(Santa Fe Institute)의 외래교수를 맡고 있다. 이전에는 MIT와 스탠포드 대학교의 경제학 부교수, 컬럼비아 대학교 (Barnard College 및 Columbia University 대학원 인문학부)의 경제학 교수였다. 그는 프린스턴 대학교의 우드로 윌슨 스쿨(Woodrow Wilson School), 버클리 대학교, 다트머스 칼리지, 사회연구 뉴 스쿨(1995년, 1999년 종신교수가 되기 전)의 초빙교수를 역임했다.
덩컨 폴리의 가장 유명하고 많이 인용된 저작은 마르크스주의 경제학 및 가치이론(value theory)에 관한 것으로서, 특히 마르크스의 『자본』을 현대적인 형태로 표현한 중요한 저서인 『자본의 이해』(Understanding Capital)이다. 이 책은 마르크스의 사상에 대해 이해하기 쉬우면서도 엄밀한 소개를 제공한다. 그러나 이 저작은 그가 종신교수직을 얻는 것을 어렵게 했다.

## 같이 보기
- 자본 축적